# Beatriu de Borbó
|  | Per a altres significats, vegeu «Beatriu de Borbó i de Battenberg». |

Beatriu de Borbó (1320-23 de desembre de 1383) va ser membre de la Casa de Borbó que per casament esdevingué reina de Bohèmia i comtessa de Luxemburg.

## Matrimoni

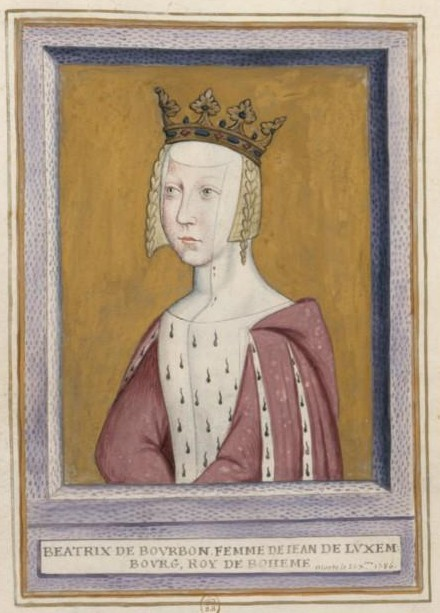

Beatriu fou la filla petita del duc Lluís I de Borbó i Maria d'Avesnes. El 28 de setembre 1330, la reina Elisabet de Bohèmia, esposa del rei Joan de Bohèmia, va morir:
Malgrat el fet que Joan i Elisabet es van distanciar durant els últims anys del seu matrimoni, el rei va romandre vidu durant els següents quatre anys. El rei Felip VI de França va voler lligar Joan més estretament amb França, i va suggerir al rei de Bohèmia un segon matrimoni. La núvia proposada era Beatriu, la filla menor del duc de Borbó i membre d'una branca menor de la Casa dels Capet. tot i així Beatriu ja estava compromesa amb Felip, el segon fill de Felip I de Tàrent, el 29 de maig del 1321. El compromís es va trencar poc després d'iniciar les negociacions matrimonials amb Bohèmia.
El matrimoni del rei Joan de Bohèmia i Beatriu de Borbó va ser solemnitzat al Castell de Vincennes, al desembre de 1334, moment en què ella tenia catorze anys. Però com que els dos estaven relacionats en un grau prohibit (eren primers segons a través de la seva descendència comuna del comteEnric V de Luxemburg i la seva dona Margarida de Bar), Benet XII va haver de donar dispensa per al matrimoni, concedida a Avinyó 1335 el 9 de gener, a petició de Felip VI.
El contracte matrimonial estipulava que si naixia un fill de la unió, el Comtat de Luxemburg (herència paterna del rei Joan), així com les terres pertanyents a la mateixa, anirien a ell. fills del rei Joan del seu primer matrimoni, Carles i Joan Enric, no van ser informats del contingut del contracte matrimonial, però dos prínceps es van veure obligats a acceptar que, juntament amb els cavallers i ciutadans de Luxemburg l'agost del 1335.

## Vida a Bohèmia
Beatriu arribà a Bohèmia el 2 de gener del 1336:
"... El nostre pare va arribar a Bohèmia i duent una muller, anomenada Beatriu, filla del duc de Borbó i parent del rei del francesos ..."
A la cort de Bohèmia Beatriu es va fer càrrec de l'esposa del seu fillastre més antiga Carles, Blanca de Valois. Ambdues podrien fàcilment comunicar-se en francès. La reina aviat es va sentir intranquil·la a Praga, on sempre es va comparar desfavorablement amb la marcgravina de Moràvia (títol de Blanca com a muller de l'hereu de Bohèmia). A més la població txeca s'ofengué per la seva fredor, la insolència i aversió a l'aprenentatge de la seva llengua.
La nova reina de Bohèmia i la comtessa de Luxemburg va portar amb ella un ingrés anual de 4.000 lliures extretes del Comtat de Clermont-en-Beauvaisis del seu pare. El 25 de febrer a 1337, la reina va donar a llum a Praga al seu únic fill, un fill anomenat Venceslau després del sant patró de la casa premíslida, i per llavors tenia disset anys. Potser amb aquest gest la reina o el seu marit van tractar de guanyar el favor dels bohemis. No obstant això, la relació entre Beatriu i els seus nous súbdits es mantingué distant: La seva coronació com a reina de Bohèmia a la catedral de Sant Vit tres mesos més tard, el 18 de maig, va ser un esdeveniment espectacular d'indiferència per part dels ciutadans de Praga.
Poc després de la seva coronació, al juny de 1337, Beatriu va deixar Bohèmia deixant enrere al seu fill, i marxà a viure a Luxemburg. Després d'això, poques vegades visita el Regne de Bohèmia.

## Darrers anys
El 26 d'agost 1346 el rei Joan fou mort a la batalla de Crécy i Beatriu va deixar de ser reina consort. El seu fillastre, Carles esdevingué Rei de Bohèmia, va confirmar les disposicions del seu contracte matrimonial. Beatriu, ara vídua reina de Bohèmia, va rebre terres a perpetuïtat al Comtat d'Hainaut, una pensió de 4.000 lliures i les ciutats d'Arlon, Marville i Damvillers (on es va instal·lar la seva residència) com la propietat de la seva vídua. Aquests ingressos s'utilitzen no només per les seves pròpies necessitats, sinó també per a l'educació del seu fill. Rei Carles també va deixar tots els béns mobles i ingressos de les mines a Kutná Hora. A més, quan el seu pare el duc Lluís I de Borbó va morir el 1342, va rebre la suma de 1.000 lliures, garantides per la ciutat de Creil.
Cap a l'any 1347, Beatriu es va casar per segon cop amb Eudes II, senyor de Grancey (llavors vidu) en el seu estat de Damvillers. Malgrat el seu nou matrimoni, retingué el títol de reina de Bohèmia. La parella no va tenir fills. Poc després del seu segon matrimoni, que va organitzar el compromís del seu fill Venceslau amb la vídua Joana de Brabant, filla i hereva del duc de Brabant Joan III, quinze anys més gran que ell. El matrimoni s'oficià a Damvillers quatre anys més tard, el 17 de maig del 1351.
Malgrat totes les concessions de terres i els diners donats a Beatriu, el rei de Bohèmia va retardar la investidura del seu jove germanastre Venceslau com a comte de Luxemburg. De fet Bestriu retingué el títol fins al 1353 quan Venceslau finalment va obtenir la sobirania sobre el Comtat. Un any més tard (13 de març del 1354) el Comtat fou elevat a la categoria de ducat.
Beatriu va morir el 27 de desembre de 1383, després d'haver sobreviscut al seu fill (a només setze dies) i tots els seus fillastres. Va ser enterrada a l'església, avui dia demolida, del Convent dels Jacobins de París. La seva efígie acabà a la Basílica de Saint-Denis. El seu segon marit li sobrevisqué sis anys.